# Zandgootschild
De zandgootschild  (Gonianotus marginepunctatus) is een wants uit de onderfamilie Rhyparochrominae en uit de familie bodemwantsen (Lygaeidae).
De onderfamilie Rhyparochrominae wordt ook weleens als een zelfstandige familie Rhyparochromidae gezien in een superfamilie Lygaeoidea. Lygaeidae is conform de indeling van bijvoorbeeld het Nederlands Soortenregister.

## Uiterlijk
De zandgootschild is 4,5 tot 5,4 mm lang. De kleur kan variëren van witachtig bruin tot bijna zwart. Tijdens de overwintering worden ze donkerder van kleur. Ze zijn bedekt met donkere stippels. Ze zijn tamelijk ovaal van vorm. Het halsschild (pronotum) heeft een brede, uitstekende rand. Wat betreft vorm, kleur en leefwijze lijken ze heel veel op de wantsen uit het genus Emblethis.

## Verspreiding en habitat
De soort komt voor in Europa van het zuidelijk deel van Scandinavië tot in het Middellandse Zeegebied, maar ontbreekt in Groot-Brittannië. Naar het oosten is hij verspreid tot in West-Siberië en de Kaukasus. Hij komt voor op zandbodems en houdt van warme droge omstandigheden, zoals bijvoorbeeld de duinen.

## Leefwijze
De wantsen leven vooral op de grond en zuigen aan zaden en klimmen zelden in een plant omhoog. Men heeft nog geen speciale voedselplant kunnen vaststellen. Ze worden onder planten gevonden, die op droge, warme zandige plekken groeien, zoals tijm (Thymus), struikhei (Calluna), Corynephorus en Echium. De imago’s overwinteren en vanaf eind juli verschijnt de nieuwe generatie volwassen wantsen. Er is één generatie in een jaar.